# Крустиньш, Андрей Николаевич
Андрей Николаевич Крустиньш (латыш. Andrejs Krustiņš; 20 июня (2 июля) 1884 — 16 октября 1941) — офицер русской, латвийской и советской армии. Кавалер ордена Лачплесиса. Генерал Латвии (1925), генерал-майор РККА (1940).

## Начало военной карьеры и Первая мировая война
Из зажиточных крестьян Витебской губернии. Учился в Унгермуйжской приходской школе и в городской школе в Якобштадте. Сдал экзамен за курс реального училища Поневежа.
В Русской императорской армии с 1905 года. Окончил Чугуевское военное училище в 1908 году по 1-му разряду. После его окончания проходил службу в 178-м пехотном Венденском полку, который до 1910 года дислоцировался в Либаве, а после этого в Пензе. С 1916 года в составе 6-го Тукумского латышского стрелкового батальона (позднее преобразованного в 6-й Тукумский латышский стрелковый полк, участвовал в боях Первой мировой войны. 13 апреля 1917 года назначен командиром этого полка, в том же 1917 году Крустиньш произведён в подполковники. Участник Митавской операции и обороны Рижского залива. В ноябре 1917 года из-за конфликта с большевиками был вынужден покинуть полк. Уехал в Витебск, где присоединился к организации Фридриха Бриедиса.

## Борьба за независимость и межвоенный период
В апреле-августе 1918 года находился в оккупированной германскими войсками Латвии. После ухода немцев в ноябре 1918 года вступил в 3-ю Латвийскую стрелковую бригаду армии Латвийской Социалистической Советской Республики и был назначен начальником штаба бригады. После нескольких поражений в мае 1919 года был арестован и осужден трибуналом в Великих Луках. 14 сентября 1919 года совершил побег через линию фронта в Латвию, где присоединился к латвийской армии и в октябре принял командование 8-м Даугавпилским полком. Участвовал в сражениях против войск Бермондта-Авалова. 21 ноября 1919 года произведен в полковники. В начале 1920 года полк под его командованием успешно действовал в направлении Виляки, Куправы и Катлеши.
1 апреля 1922 года Крустиньш назначен заместителем командира 3-й Латгальской дивизии, в январе 1925 командиром 1-й Курземской дивизии. 22 июня 1925 года произведен в генералы. В 1929 году окончил военно-академические курсы. 25 октября 1933 года назначен командиром 3-й Латгальской дивизии.

## Служба в РККА

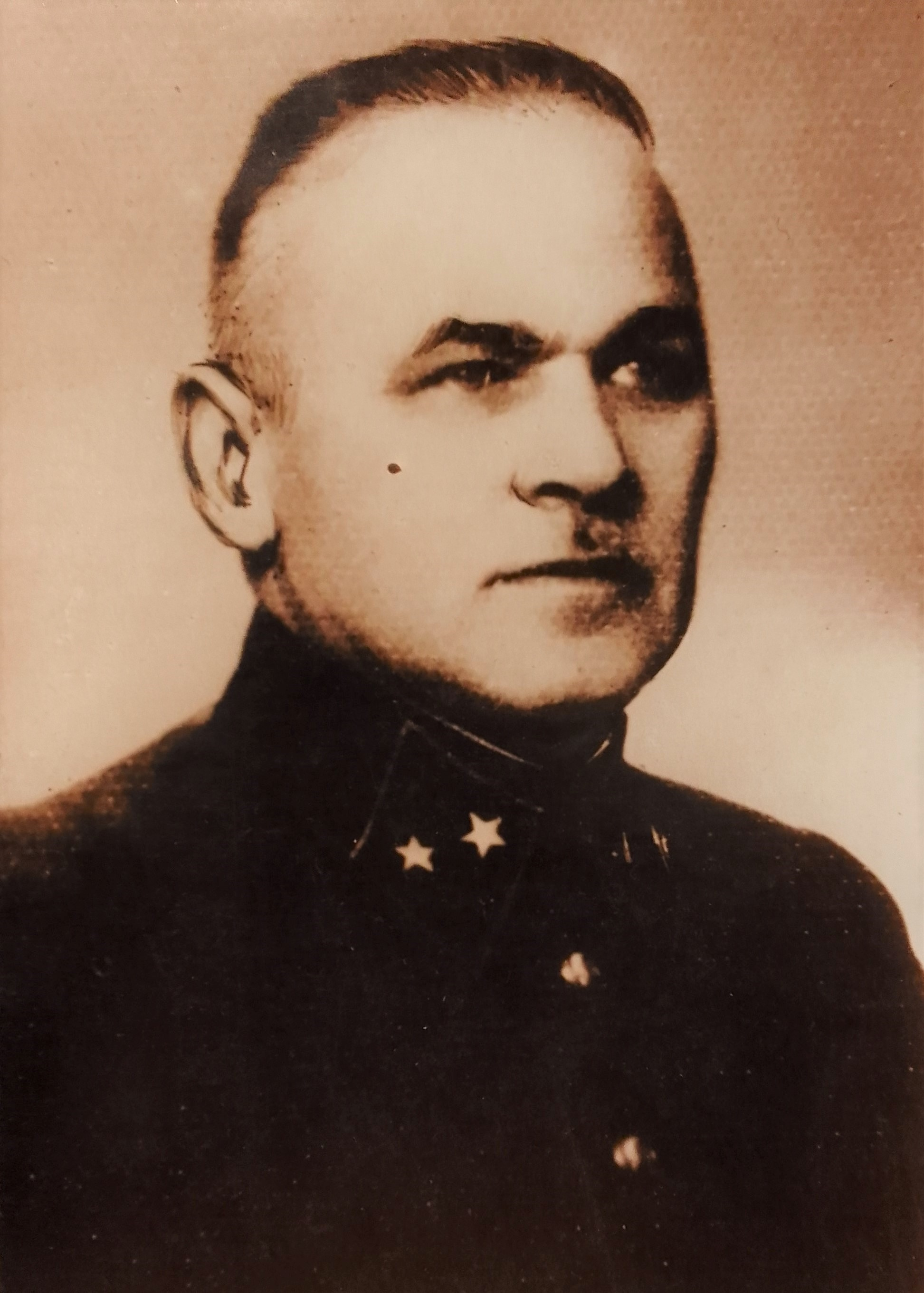
Командир 183-й стрелковой дивизии 24-го территориального корпуса РККА генерал-майор Андрей Крустиньш (1940)

После ввода Красной Армии на территорию Латвии и создания Латвийской Советской Социалистической Республики в июне — августе 1940 года — командир 3-й дивизии «Латвийской народной армии». После вхождения Латвии в состав СССР её армия была преобразована в 24-й Территориальный корпус, а А. Крустиньш был назначен командиром 183-й стрелковой дивизии этого корпуса. 29 декабря 1940 года ему было присвоено воинское звание генерал-майор. 
9 июня 1941 года был арестован. 29 июля 1941 года военной коллегией Верховного Суда СССР осужден к смертной казни по обвинению в участии в контрреволюционной заговорщической организации. Расстрелян. Определением Военной коллегии Верховного суда СССР от 30 ноября 1957 года был посмертно реабилитирован.

## Награды
- Орден Св. Станислава III степени (7 октября 1915)[3]
- Георгиевский крест IV степени с лавровой ветвью (1917)
- Орден Лачплесиса III класса № 91 (1920) — за отличие в боях за освобождение Риги 3—10 ноября 1919 г.
- Орден Лачплесиса II класса № 10 (1927) — за отличие в боях под Елгавой 21 ноября 1919 г.
- Орден Трёх звёзд II класса № 76 (14 ноября 1928)
- Орден Виестура I класса с мечами (9 ноября 1939)
- Крест Заслуг айзсаргов
- Медаль в память 10 лет освободительных боёв в Латвийской Республике (1928)
- Орден Креста Витиса V класса
- Орден Орлиного креста II класса